# Vaszabi
A vaszabi (Eutrema japonicum) a keresztesvirágúak (Brassicales) rendjébe és a káposztafélék (Brassicaceae) családjába tartozó faj.
Egyéb nevei: japán vízitorma vagy japán zöld torma (japánul hiraganával わさび, katakanával ワサビ, kandzsival 山葵).
Gyökerét fűszerként használják. Íze rendkívül csípős; ez védi meg attól, hogy megegyék az állatok. Eredetileg hegyi folyók partján nőtt Japánban. Számos ásványi anyagot és nyomelemet tartalmaz.

## Jellemzők

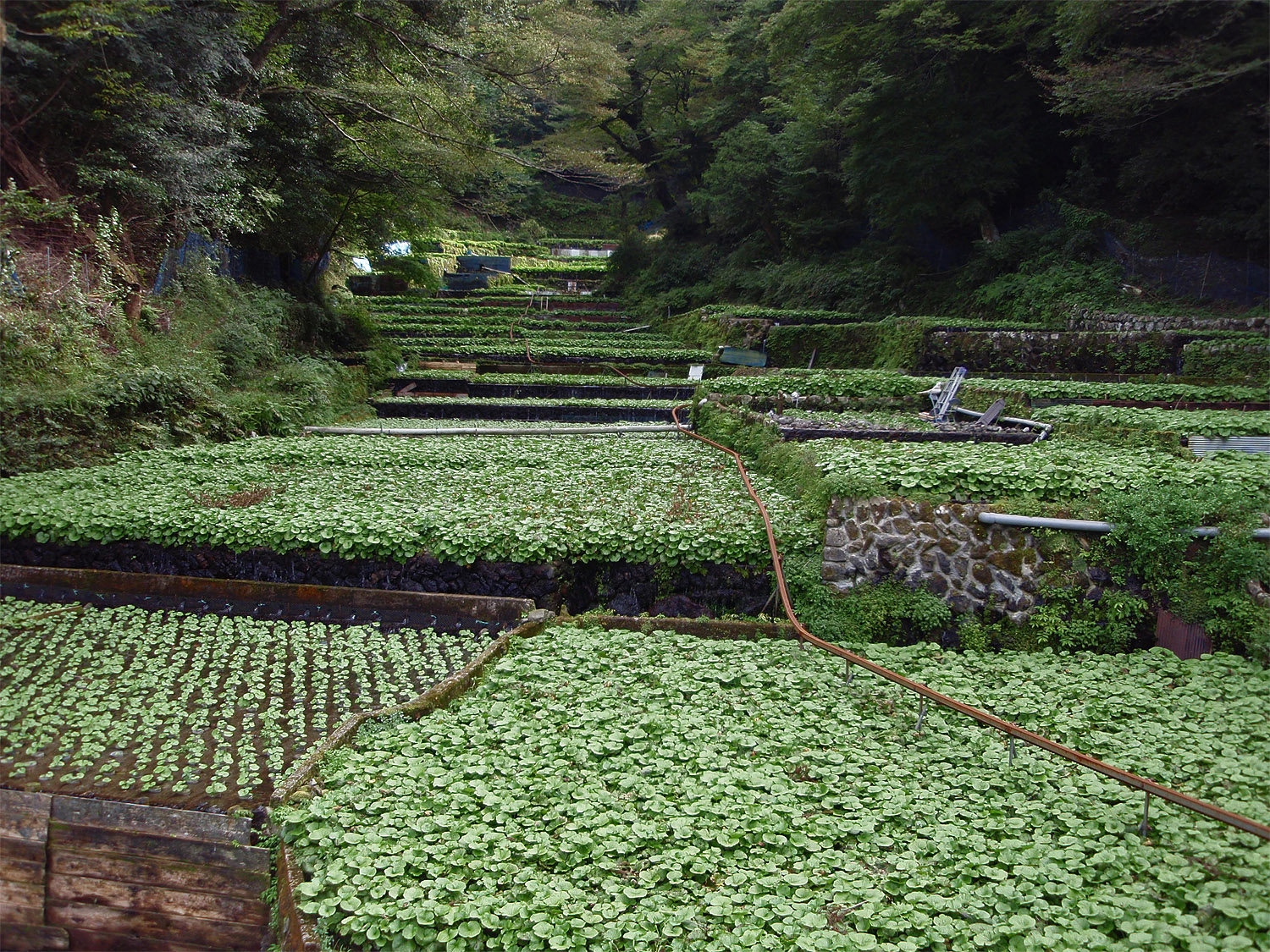
Vaszabiültetvény az Izu-félszigeten

A vaszabi az a zöld, krémszerű fűszer (paszta), amit általában japán éttermekben szolgálnak fel a szasimihez és a szusihoz, íze a tormáéhoz hasonlít, de még csípősebb. Nagyon ízletes növény, amely eredetileg a japán hegyvidékeken nőtt. Ősidők óta használják gyógyító, különösen antibakteriális hatásai miatt. Emellett a japán konyha fő fűszereként tartják számon, ma is hatalmas mennyiségben termesztik a Nagano, Ivate, Simane prefektúrában, illetve az Izu-félsziget Sizuoka prefektúrájában. Nemcsak Japánban termesztik, hanem Ausztráliában, Új-Zélandon, az USA és Kanada Csendes-óceáni partjainál is.
A vaszabi lassan fejlődő, kis évelő növény élénkzöld, szív alakú levelekkel és hosszú, fehér szárakkal. Rizómája (gyökértörzse) vastag, 10–15 cm hosszú, ez a növény legfontosabb része. Kicsi, kecses, fehér virágai tavasszal nyílnak. Magról terjed. Termeszteni magról és az anyanövényen található nyúlványokról is lehet. Néhányan az utóbbi segítségével mikroszkóp alatt oldják meg a növekedés beindítását, főleg Ausztráliában elterjedt ez a módszer, de Japánban is terjed. A wasabia japonica íze határozott és erős, emiatt a fűszer páratlan és egyedülálló. Csípősségét több izotiocianátnak és egy sor olyan vegyületnek köszönheti, amelyek ízzel és terápiás tulajdonságokkal ruházzák fel. Növényi szinten ez alapvető védelmet nyújt a kártevők ellen, és megakadályozza, hogy állatok tápláléka vagy valamilyen betegség martaléka legyen.

### Gyökértörzs

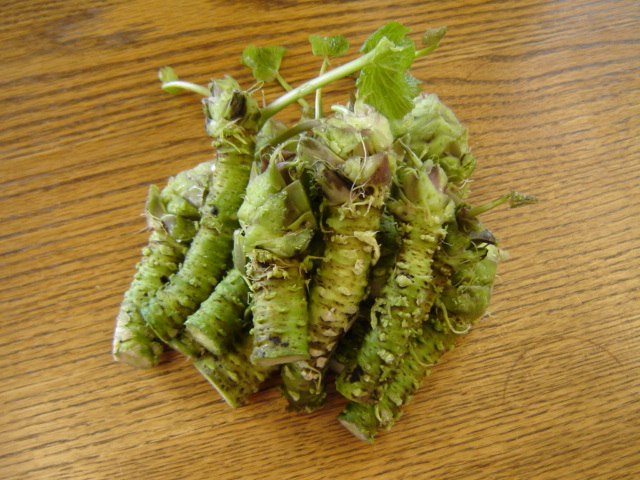
Friss vaszabi rizóma

A gyökér, vagyis a rizóma a vaszabi legfontosabb része. Színe a sötétzöldtől a világoszöldig terjed. A rizómán rügyek is találhatók, amelyek 3 csoportba oszthatók: alvó rügyek (ezek nem nőnek), a megvastagodott rügyek (ezek alkotják a levélnyél alapokat) és az éretlen rügyek. A vaszabi gyökerének mérete 30 cm-től 1 méterig is terjedhet, attól függ, hogy a vastag főgyökérről mennyi vékony hajszálgyökér ágazik ki.

### Levél és szaporodási ciklusok

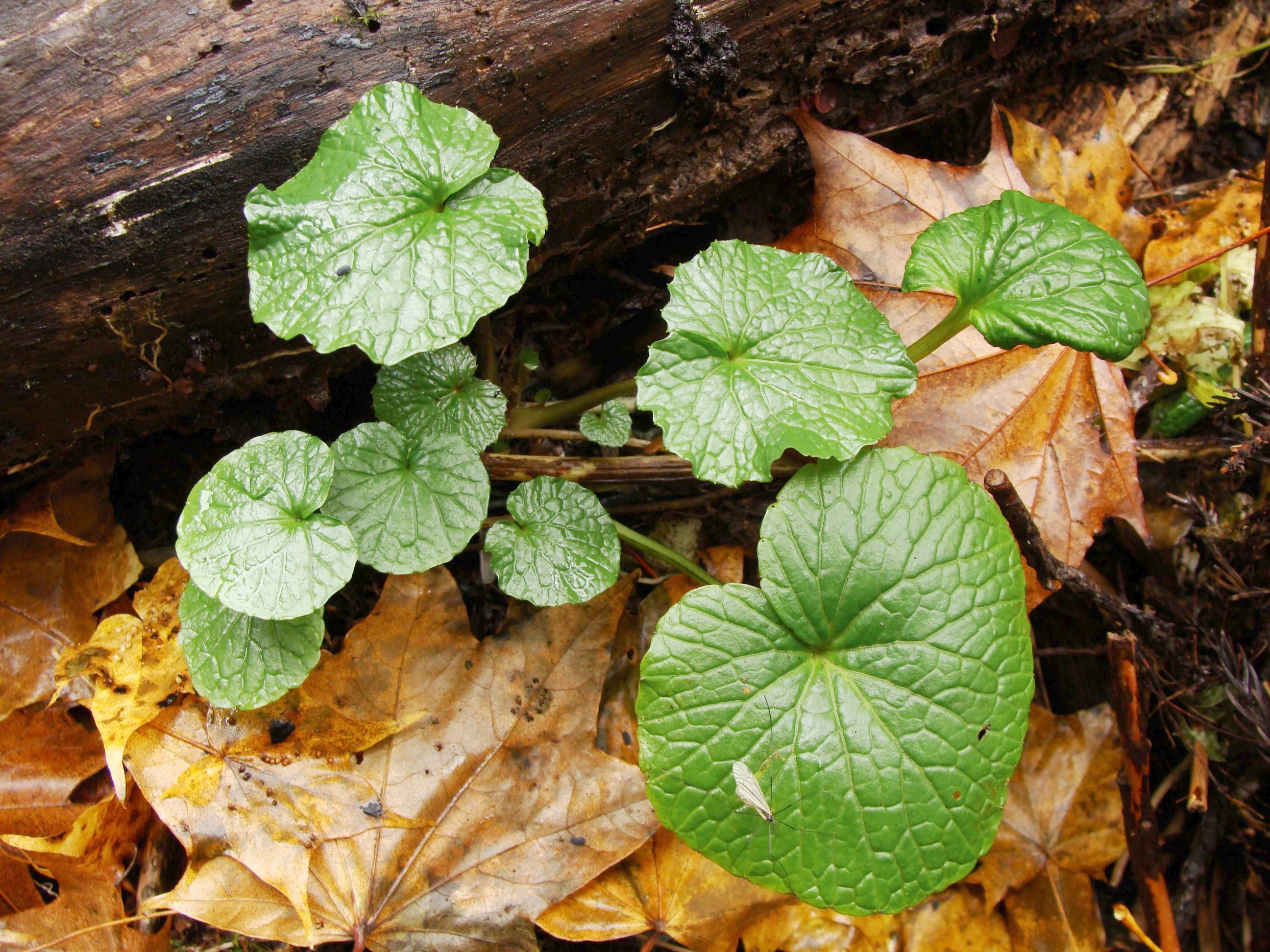
A vaszabi levelei szív alakúak

A levelek fejlődése az évszaktól függ. Nyáron és télen mindössze 2-3 levél nő havonta, mivel a szélsőséges hőmérsékleti hatások miatt a fejlődés leáll vagy lelassul. Márciustól júniusig és augusztusban általában 5-6 új levél jelenik meg havonta. Az érett növények több mint 15 hónaposak, átlagosan 62 levéllel rendelkeznek, majd ezeket havonta 2-6 levelenként lehullajtja. Japánban a virágzás kezdete januárban, a csúcsa áprilisban, a befejezte májusban van. Januárban gyümölcsszárak jelenhetnek meg az átteleltetett érett növényen. Becőtermései és magjai az 50-60. napon keletkeznek a kezdeti virágzás időszakában. Éretlen becőtermései puhák és zöldek, de július vége felé és augusztus elején feketévé, keménnyé és aratásra késszé válnak. A mag életképessége attól függ, hogy a virágzás alatt milyenek voltak a környezeti feltételek. Március elején akkor van néhány érett mag, ha a hőmérséklet alacsony. A magkialakulási arány akkor nő, ha március végétől április elejéig hirtelen szaporodik meg a virágok száma az életképes magokkal, amelyek termelésének csúcsa Japánban április közepén van.

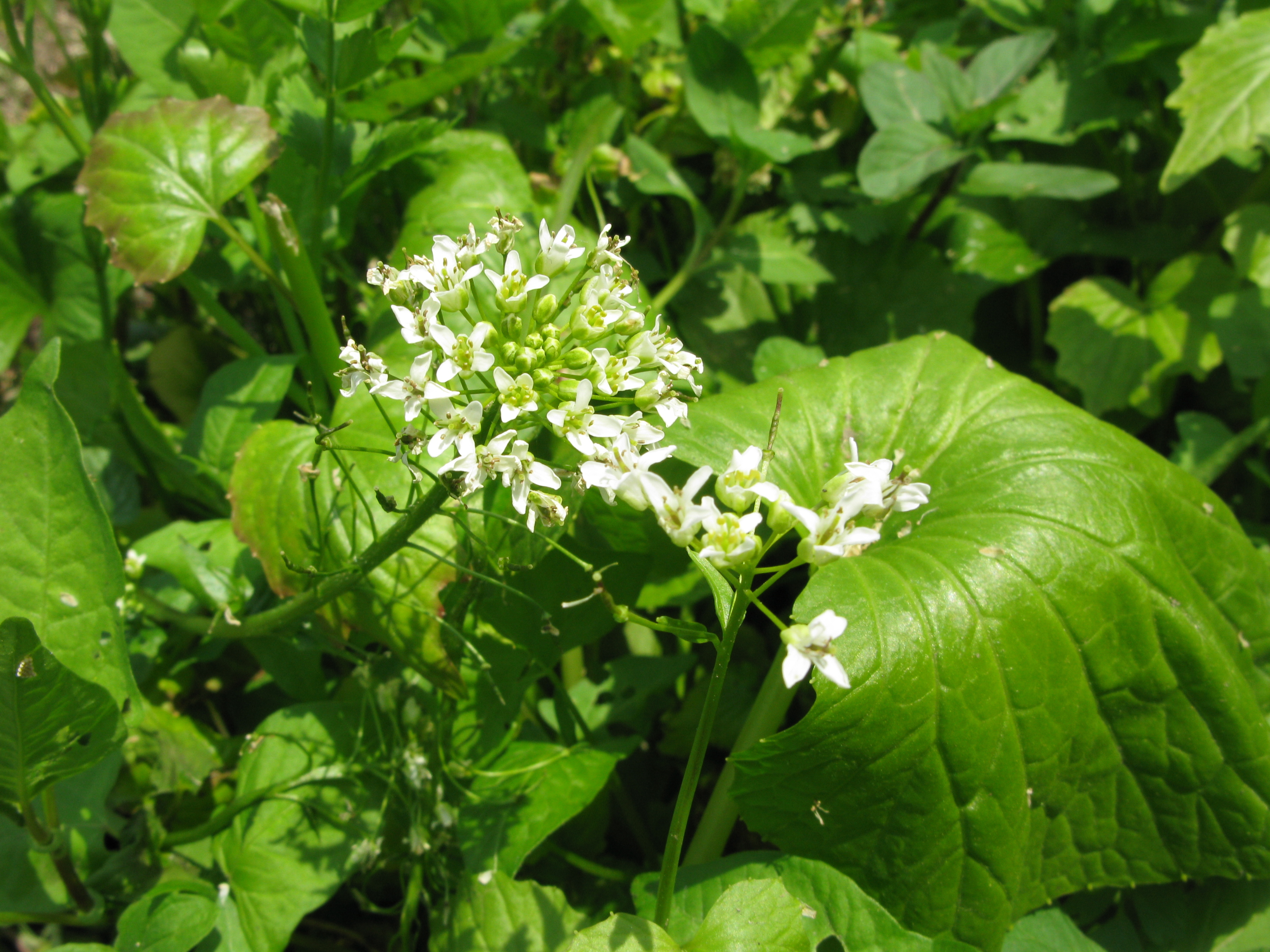
A vaszabi apró, fehér virágai

### Magnyugalom
A vaszabi magjainak erős magnyugalma van, tehát a frissen betakarított magok nem egyből fognak csírázni. A vetőmagok nyugalmának mélysége attól függ, hogy milyen magas a hőmérséklet. Minél magasabb, annál jobban csírázik a növény. Mivel a vaszabinak alacsony hőmérsékletre van szüksége, mélyebb a magnyugalom is.

## Fajtái
A vaszabinak két fajtája van: a szava-vaszabi és a hatake-vaszabi. A szava-vaszabit a hűvös hegyvidékek folyamaiban, a hatake-vaszabit nedves és árnyékos földeken termesztik. Szakértők és ínyencek szerint a szava-vaszabi sokkal erősebb és finomabb, így ez az, amit a piac keres.

## Gondozása, termesztése
A jó növekedéshez általában a vaszabinak és különösen a szava-vaszabinak 8-20 °C közötti hőmérsékletre van szüksége, nyáron előnyös számára a magas páratartalom. A szava-vaszabit termeszteni csak ideális vízkörnyezetben lehet, aminek hőmérséklete 13-19 °C közötti és árnyékban kell lennie, mindemellett figyelni kell a víz ásványianyag-egyensúlyára is, mert csak kevés tápanyagra van szüksége.
A szava-vaszabi termesztése bonyolult feladat. Földjeiket a hegyi patakok mentén építik ki, amelyek ködös és árnyékos völgyben vannak. A vizet eltérítik, hogy keskeny teraszok hosszú sorát moshassa. 1,5-2 évbe is beletelik, míg a rizóma érett és értékesíthető lesz. A termés learatása után a földeket újraültetik érettség szerint, időrendi sorrendben. Amikor az anyanövény eléri a megfelelő méretet és a rizóma is megérik, a termelő kihúzza, elválasztva a rizómát a palántától. Ezt a palántát ültetik újra, amiből a következő termés lesz.
Ezeket a területeket nagyon nehéz megközelíteni, termesztése rendkívül munkaigényes. Emiatt egyre kevesebben termesztik a szava-vaszabit, nő azoknak a japán termelőknek a száma, akik elkezdenek áttérni a hatake-vaszabi termesztésére. Ez könnyebben kezelhető és gyorsabb a fejlődési ideje is (kb. 1 év).

## Feldolgozása, tárolása

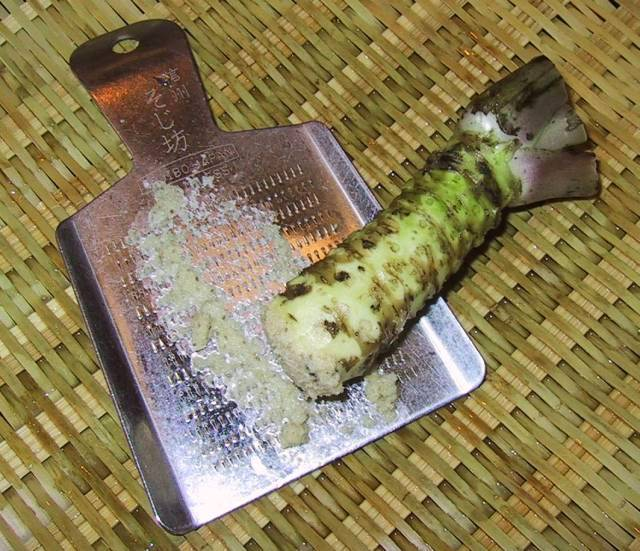
Fémreszelő

Hagyományosan cápabőr reszelőt alkalmaznak, ez az optimális, de kerámia reszelő is megfelelő lehet erre a célra. A kis halmot 1-2 percig pihentetik, hogy fokozódjon az íz és gyúrhatóvá váljon. A levegő hatására elveszti csípősségét mindössze 20 perc alatt, ezért frissen szokás fogyasztani.
Hideg, folyó víz alatti mosás után a gyökeret a szárról levágott résznél fogva megtisztítják és eltávolítják a kemény kitüremkedéseket. A vaszabit a levágott végénél kezdik el reszelni a reszelőn körkörös mozdulatokkal. Csak annyit reszelnek amennyi szükséges, mert 15-20 perc után a levegő hatására elveszti az ízét. Kefe segítségével távolítják el a vaszabit a reszelőről, lehetőleg fa vagy porcelán felületre, mivel a fémek meggyorsítják az oxidációs folyamatot, tehát gyorsabban elvész a csípősség. A vaszabit reszelés után apró gombóccá gyúrják, így tálalják.

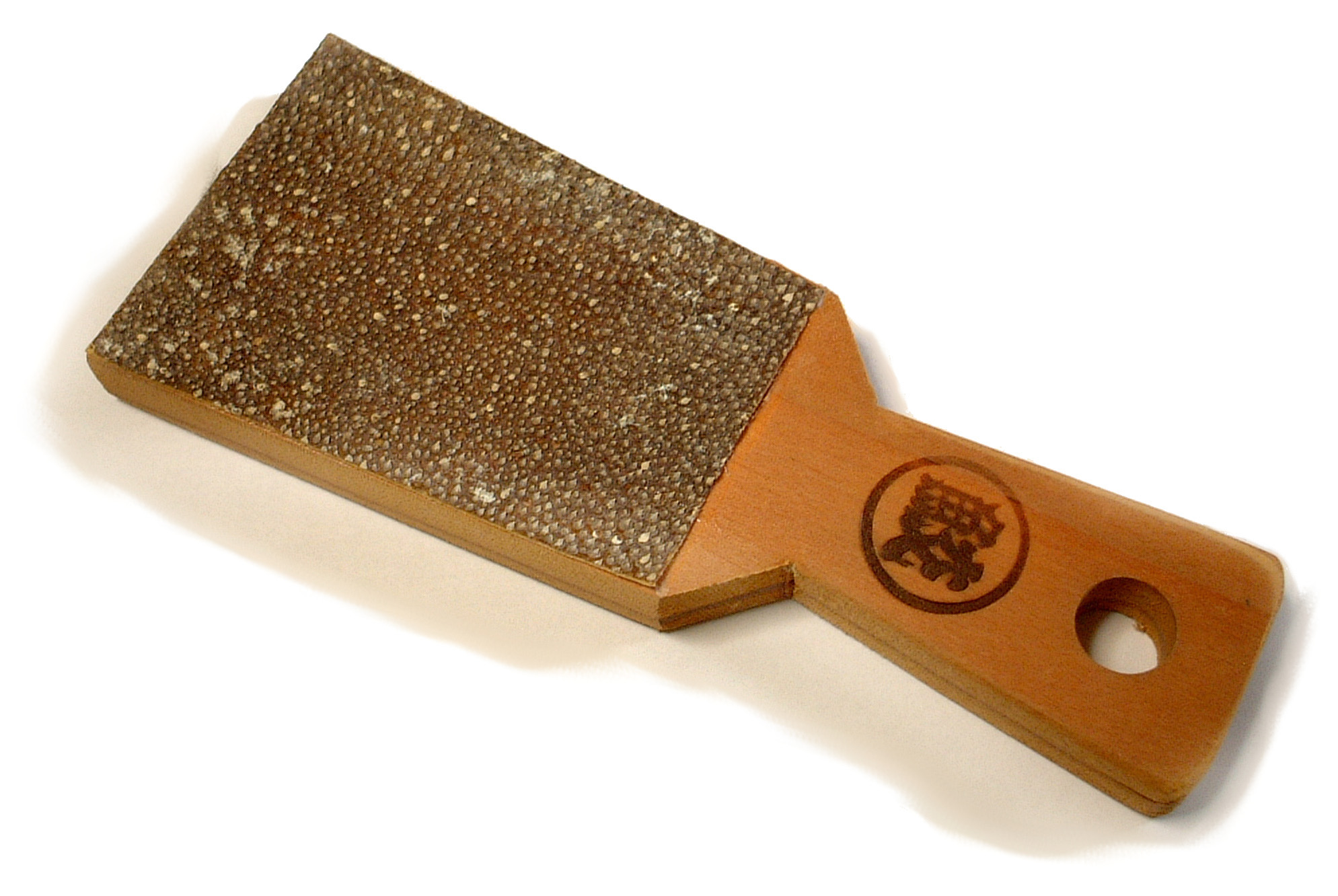
Hagyományos cápabőr reszelő

A vaszabi ízét megőrizni nem lehet, tárolása pedig körülményes. Ha már oxidálódott, fel lehet frissíteni úgy, hogy egy kis mennyiséget hozzáreszelnek, a meglévő gombócot pedig összegyúrják újra a friss vaszabival. A rizomákat akár két hétnél is több ideig el lehet tárolni, ha külön-külön nedves törlőkendőbe vagy a muszlin anyagba, amiben érkezett, becsomagolják. Ily módon fedetlen tálban, hűtve tárolják. A vaszabinak szüksége van légmozgásra, ezért műanyag edénybe nem teszik. A maximális eltarthatóság érdekében 3-4 naponta leöblítik.

## Gyógyhatása
Kulináris használata mellett a vaszabi gyógyhatásáról is ismeretes. A belőle kivont vegyületek gyógyászati értékeiről először a 10. század során készült dokumentáció. A benne található vegyületek biocid hatásának köszönhetően az ételmérgezés jó ellenszere, ezért is fogyasztják a nyers halételek mellé. Ez a fűszer a különleges ízét az izotiocianátoknak köszönheti, ami nemcsak ízvilága miatt hasznos, hanem jelentős egészségügyi előnyei miatt is. Manapság rengeteg kutatás folyik mind az Egyesült Államokban, mind Japánban ezek megismerésére.
Az izotiocianátok nemcsak a baktériumokat, gombákat és vírusokat ölik meg, de segítenek megelőzni vagy kezelni a véralvadást és az asztmát, sőt még a rákot is. Depree, Howard és Savage izotiocianátokkal kapcsolatos kutatásaik jelentésében olyan eredményeket közölnek, amelyek megmutatják, hogy az izotiocianátok mennyire jó vérhígítók, így alkalmasak trombocita aggregációs kezelésre.
Rájöttek, hogy szívroham esetén sokkal hatásosabb ezt alkalmazni, mint az általánosan alkalmazott acetilszalicilsavat, hiszen ez azonnal hat, annak pedig kell fél óra hogy hasson. Mindezek mellett meg kell említeni a gyulladáscsökkentő hatást is, amely tökéletes az olyan betegségek és mellékhatásaik ellensúlyozására, mint az asztma vagy az anafilaxia.
Kutatásokat azzal kapcsolatban is végeztek, hogy a vaszabi milyen rákellenes tulajdonságokkal rendelkezik. A teszteket patkányok gyomortumorán végezték. Kimutatták, hogy az izotiocianátoknak védelmező szerepe van a gyomor-, mell- és vastagbélrák ellen. Azt is megállapították, hogy a gyomor rákos sejtjei ennek hatására morfológiai módosuláson estek át, amibe sokuk belepusztult.
2000 decemberében Maszuda Hideki kémcsöves kutatásának jelentése szerint ezek a természetes vegyületek a vaszabiban megakadályozzák a mutáns Streptococcus fertőzéseket, illetve a baktérium által okozott fogszuvasodást is, a szacharóz-függő sejtek megzavarásával.
Összefoglalva tehát a vaszabi jótékony hatása a következőkben nyilvánul meg:
- Antioxidáns forrás és rákölő hatóanyagok (elsősorban emlő-, prosztata-, vastagbél-, tüdő-, hasnyálmirigy-, nyelőcső- és hólyagrák, illetve leukémia esetén)
- Antibiotikum (általános fertőzések, szájhigiénia, orr- és arcüreggyulladás, fekélyek)
- Antikoaguláns (véralvadásgátló, keringési zavarok, agyvérzés, arteroszklerózis/érelmeszesedés)
- Gyulladáscsökkentő (asztma, ízületi gyulladás, allergia, anafilaxia)
- Csontkalcifikálás (segít legyőzni/megelőzni a csontritkulást)

Számos jó tulajdonsága és gazdasági értéke miatt több kutatás indult meg más területeken is a gyógyszeriparon kívül. Ilyen például a kozmetikai ipar, amelyben a bőrbetegségekkel veszi majd fel a harcot.

## Az éttermi „vaszabi”

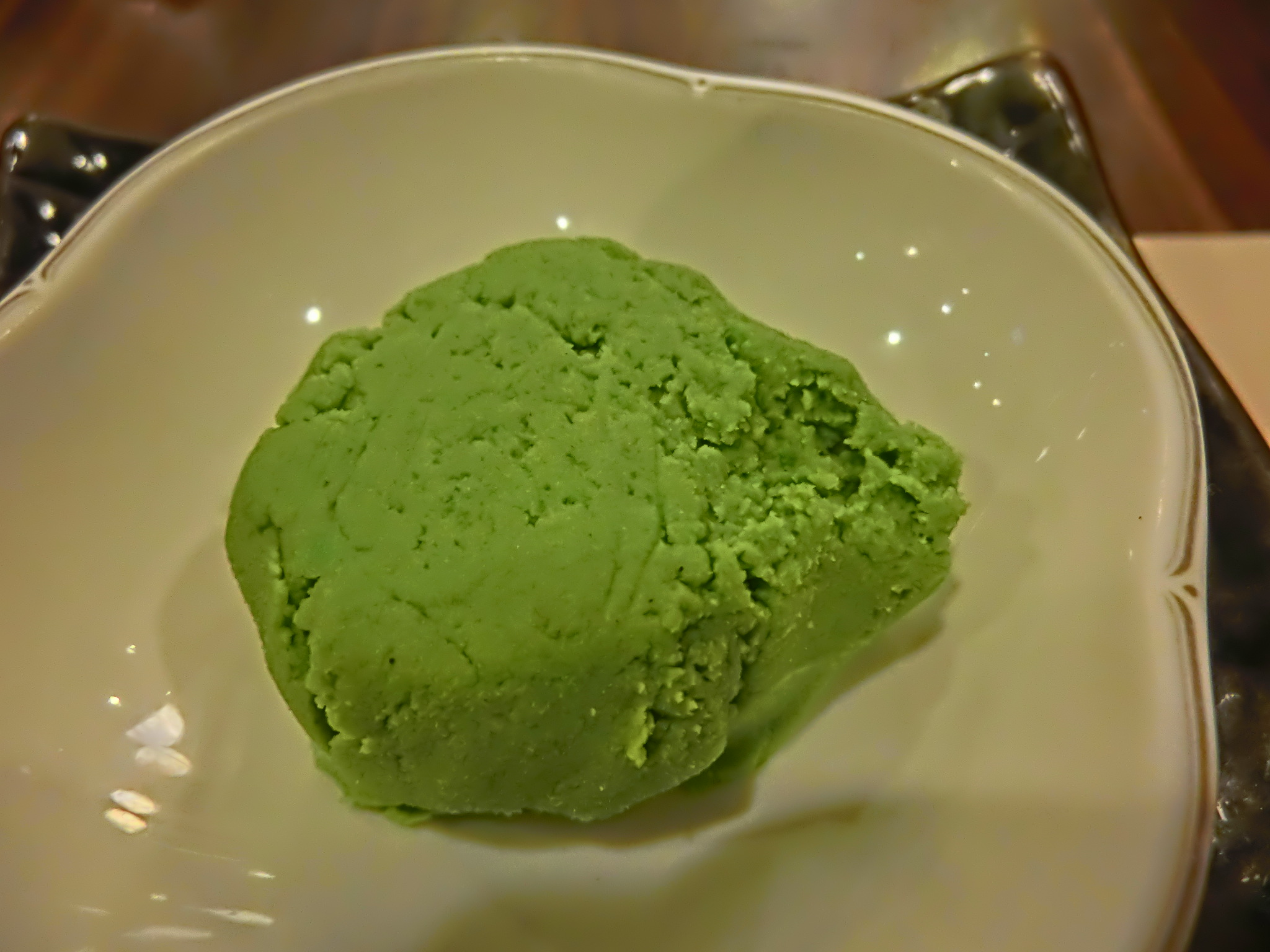
Az éttermekben kapható erős zöld színű „vaszabi” valójában torma

A vaszabi meglehetősen drága élelmiszer, kilója körülbelül 45 000 forintba kerül. Emiatt, valamint mert csak frissen lehet tálalni nagyon rövid időn belül, a szusiéttermek többségében és az élelmiszerboltokban pasztaként kapható „vaszabi” valójában mustár és torma keveréke, zöld színezékkel.

## A művészetekben
- Wasabi – Mar, mint a mustár, 2001-es francia akcióvígjáték, Jean Reno főszereplésével